# Skok tandemowy
Skok tandemowy (skok w tandemie) – skok ze spadochronem pasażera (najczęściej osoby,
która nie ma żadnego doświadczenia w spadochroniarstwie) razem z instruktorem (tzw. tandempilotem), z którym jest połączona specjalną uprzężą.

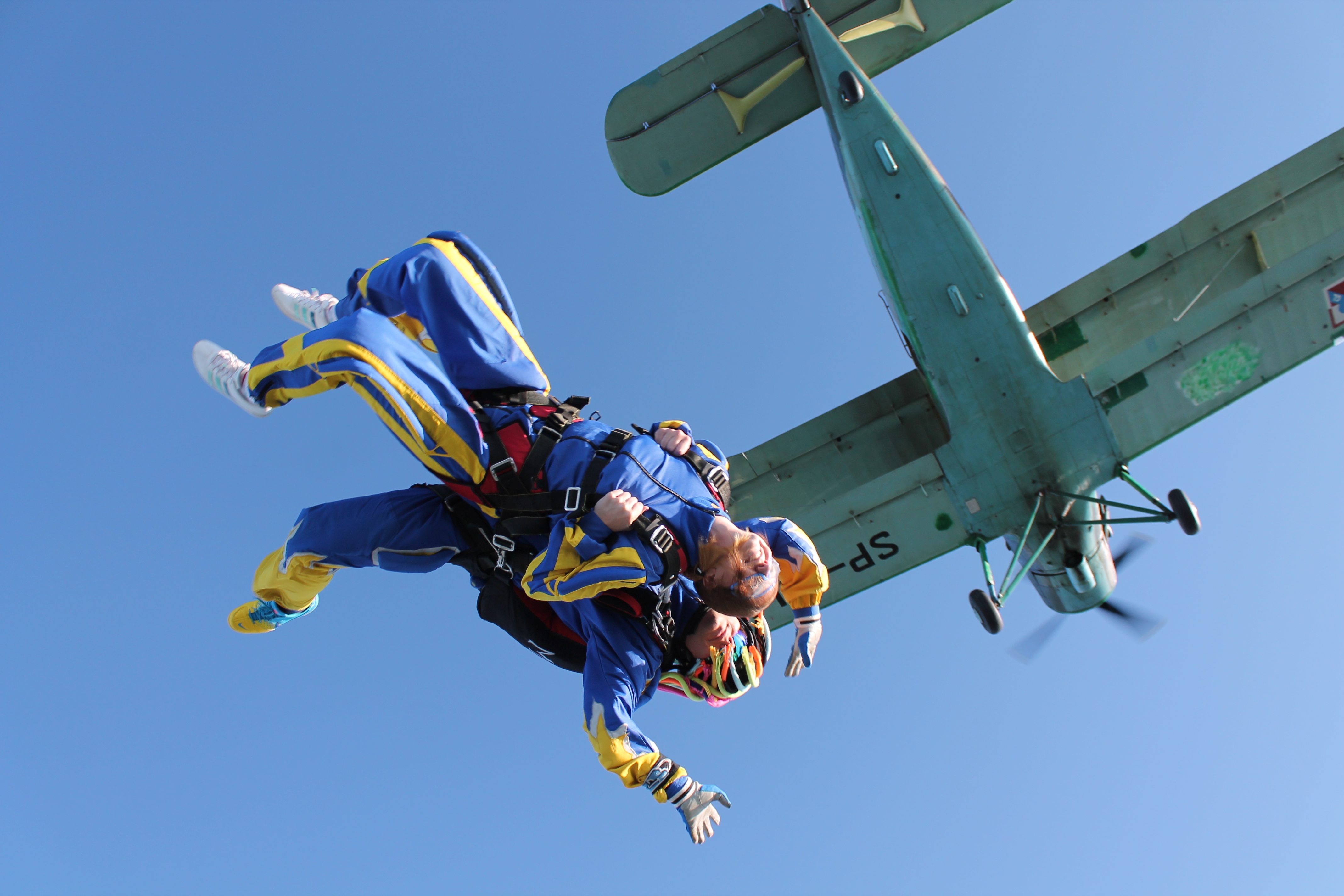
Skok tandemowy z An-2 (lipiec 2013)

## Czym jest skok w tandemie
Skok tandemowy to skok zapoznawczy, do którego nie są wymagane badania lekarskie ani kurs teoretyczny oraz pasażer tandemu nie podlega obowiązkowemu ubezpieczeniu odpowiedzialności cywilnej za szkody wyrządzone osobom trzecim w związku z wykonywaniem skoków spadochronowych. Przed skokiem pasażer przechodzi jedynie 10-15 minutowe przeszkolenie m.in. pasażer zostaje poinformowany przez instruktora o niebezpieczeństwie zagrożenia życia lub zdrowia podczas wykonywania skoku, a także o braku możliwości udzielenia pomocy podczas wykonywania skoku. Ponadto pasażer w szczególności zostaje zapoznany z ostrzeżeniami oraz zrzeczeniem się odpowiedzialności przez niektórych producentów spadochronów, umieszczonymi na czaszy lub w instrukcji spadochronu, oraz brakiem możliwości zagwarantowania prawidłowego działania spadochronu nawet przy właściwym jego przygotowaniu do skoku.
Skoki tandemowe wykonuje się z wysokości 3000-4000 m, co daje możliwość wykonania około 35-45 sekund swobodnego spadania z prędkością bliską 200 km/h; często w towarzystwie skoczka-kamerzysty, który nagrywa pierwszy w życiu skok pasażera. Sprzęt spadochronowy używany do skoków tandemowych to spadochron główny i zapasowy (stworzone specjalnie na potrzeby takich skoków) oraz automat spadochronowy.
Lądowania podczas skoków tandemowych są miękkie i nie jest potrzebna do nich wysoka sprawność fizyczna.
Skok w tandemie mogą wykonać nawet dzieci i osoby niepełnosprawne . Najstarsza osoba, która skoczyła w tandemie w Polsce miała 82 lata . Przeciwwskazaniem do skoku są tylko niestabilność kręgosłupa, wrodzona łamliwość kości, ostra niewydolność układu krwionośnego i oddechowego oraz epilepsja .